# Nuthe-Urstromtal
Nuthe-Urstromtal ist eine Gemeinde im Landkreis Teltow-Fläming in Brandenburg. Mit einer Fläche von 341,31 km² ist Nuthe-Urstromtal die flächengrößte Gemeinde ohne Stadtrecht in Deutschland.

## Geografie
Die Gemeinde liegt westlich und östlich der Bundesstraße 101 zwischen Trebbin, Luckenwalde und Jüterbog. Namensgeber für die Gemeinde sind der Fluss Nuthe und das Baruther Urstromtal, das sich in der letzten Eiszeit bildete und die nördlich gelegenen Platten Zauche und Teltow vom südlich gelegenen Fläming trennt.
Mit 341,31 km² ist sie die flächengrößte Gemeinde ohne Stadtrecht in Deutschland. Die dünnbesiedelte Gemeinde verfügt über kein gewachsenes historisches Zentrum, sondern orientierte sich bei ihrer Bildung im Jahr 1993 an naturräumlich-geografischen Grenzen zwischen den Städten Trebbin, Luckenwalde, Jüterbog und Baruth.

## Geologie

### Südöstlicher Urstrom-/Flämingteil
In den unbesiedelten Flemmingwiesen in der Urstromtalung erreichte das Eis seine maximale südliche Ausdehnung. Die Gemeindedörfer ziehen sich hier parallel zum Tal an seinem Nord- und Südrand hin. Die Dörfer an der Talungssüdgrenze liegen unterhalb des Niederen Fläming, der in Teilen zur Gemeinde gehört. Der zur Gemarkung Stülpe zählende Golmbergzug, mit 178 Metern höchste Erhebung des Niederen Fläming, wird als Bestandteil der Werbig-Petkuser-Staffel als Endmoräne aus der Saaleeiszeit gedeutet. Der Höhenunterschied des Berges zum Niveau des Urstromtals beträgt auf eine Entfernung von nur 1 Kilometer rund 120 Meter. Es ist damit eines der reliefenergiestärksten Gebiete in Brandenburg. Von einigen unbewaldeten Kuppen öffnet sich ein weiter Blick nach Norden – bei besonders klarem Wetter bis nach Berlin und Potsdam (mehr als 60 Kilometer). Der Golmberg und die auf der Fläminghöhe westlich anschließende Jänickendorfer Heide begrenzen das Gemeindegebiet nach Süden.

### Nordwestlicher Nutheteil
14 der 23 Dörfer und rund zwei Fünftel der nordwestlichen Fläche liegen im Naturpark Nuthe-Nieplitz. Die Charakteristika des Naturparks mit Feldern, Streuobstwiesen, sanften Hügeln, Schafherden, Feuchtwiesen, Luchen, Mooren, Wassermühlen und naturbelassenen Eschen-Alleen prägen auch das Landschaftsbild der Gesamtgemeinde, hinzu kommen dichte Nadel- und Mischwälder. Im Oberlauf des Pfefferfließ ist seit 2003 das Naturschutzgebiet Oberes Pfefferfließ ausgewiesen, dass den stark mäandrierenden Bach nachhaltig bewahren will. Die neuen Seen, die sich am Unterlauf des Fließes bei Stangenhagen mit dem Abschalten der Schöpfwerke seit 1991 bilden und zu einer Moor-Renaturierung führen, reichen bis an die Gemeinde heran.

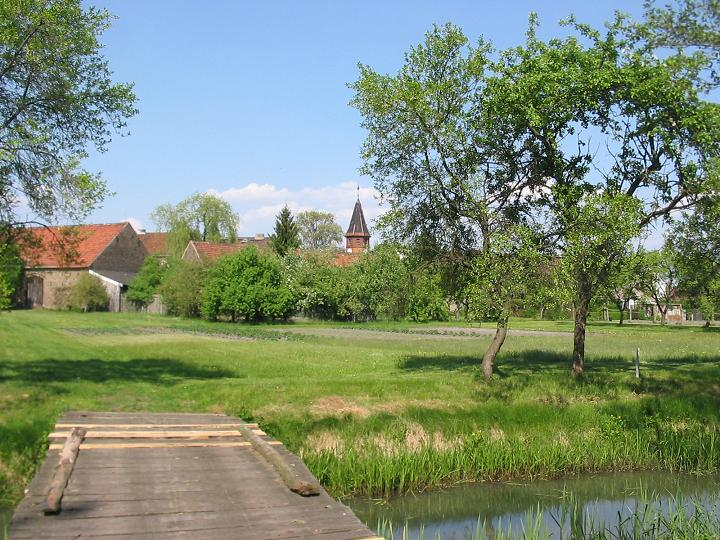
Blick vom Hammerfließ nach Schönefeld
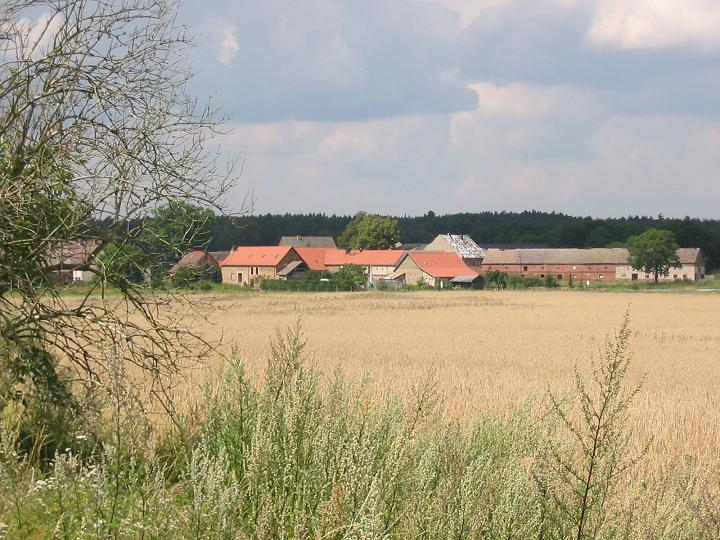
Blick vom Pekenberg nach Nettgendorf
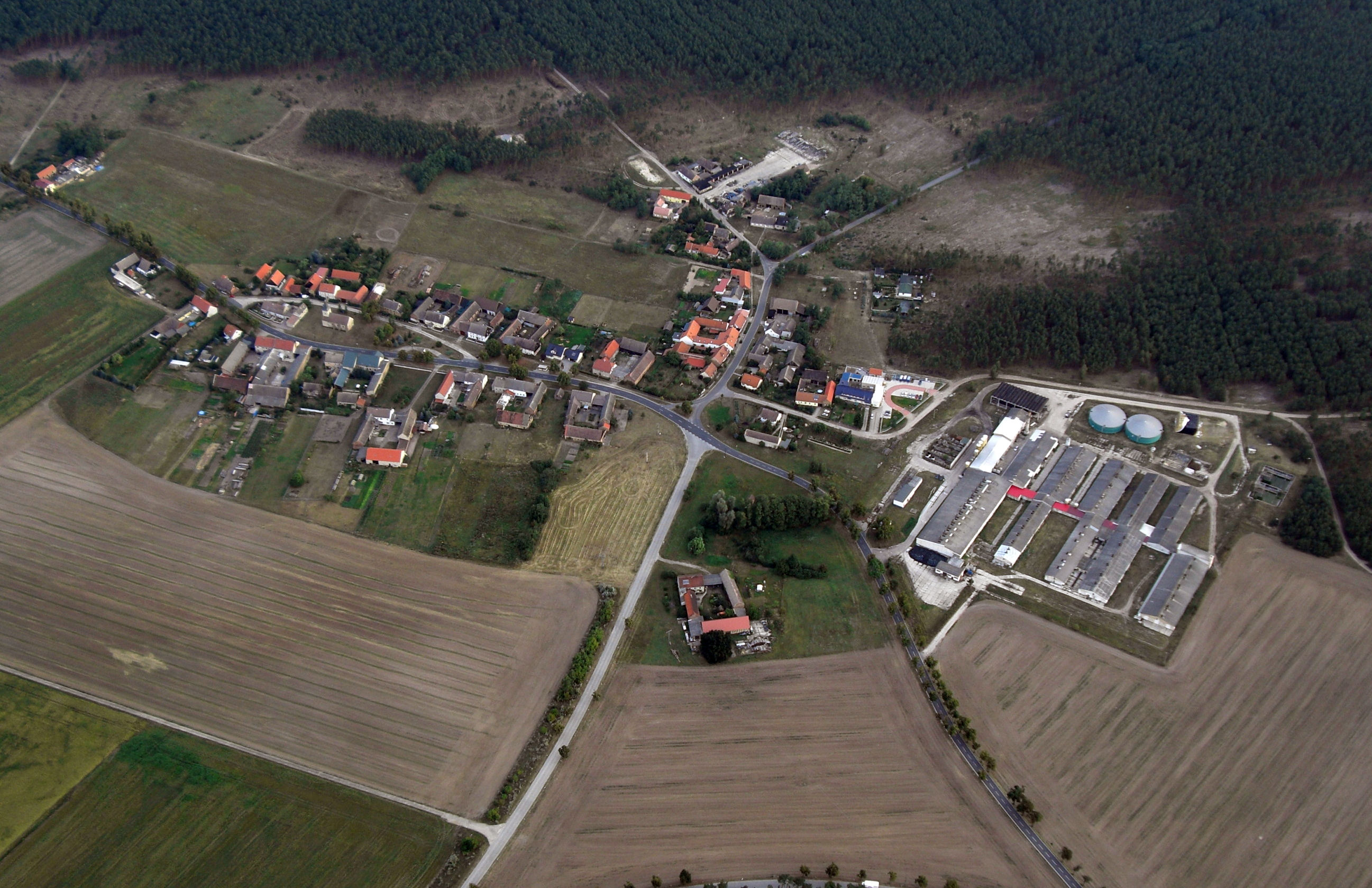
Luftbild von Kemnitz
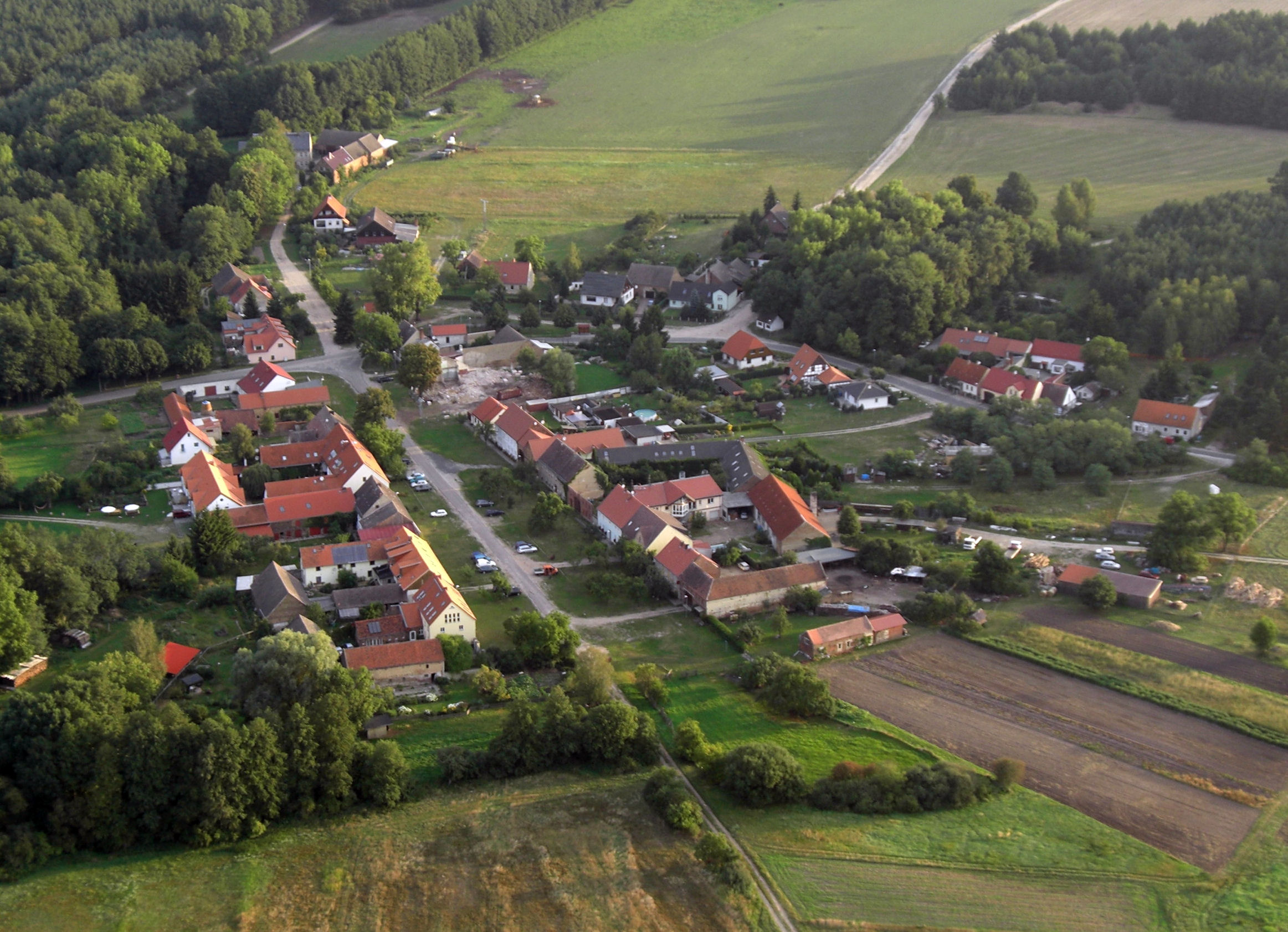
Luftbild von Gottsdorf
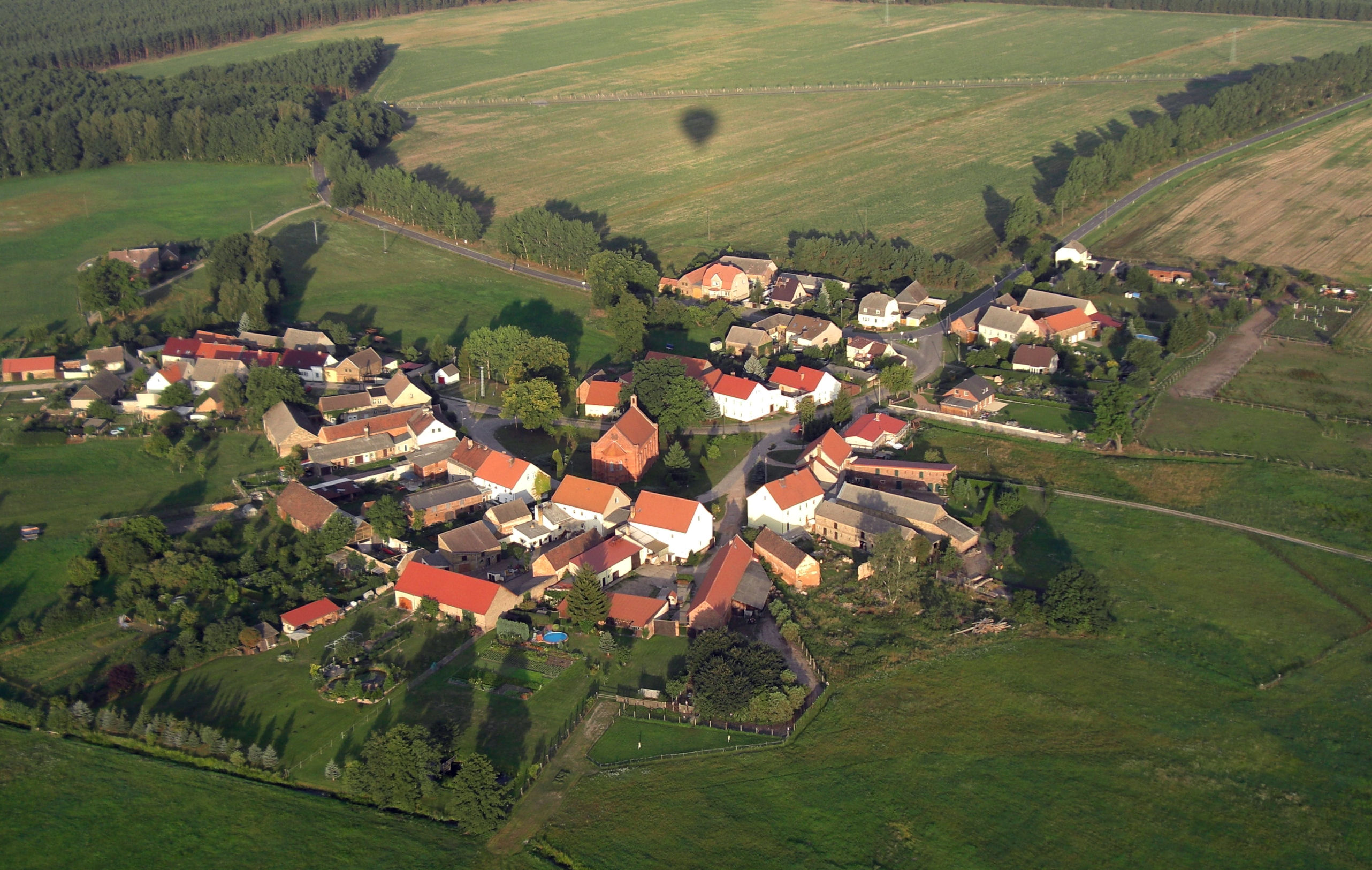
Luftbild von Liebätz

## Gemeindegliederung
Nach ihrer Hauptsatzung besteht die Gemeinde aus 23 Ortsteilen:
|                                                             |                                                               |                                                           |                                                                      |                                       |
| - Ahrensdorf - Berkenbrück - Dobbrikow - Dümde - Felgentreu | - Frankenförde - Gottow - Gottsdorf - Hennickendorf - Holbeck | - Jänickendorf - Kemnitz - Liebätz - Lynow - Märtensmühle | - Nettgendorf - Ruhlsdorf - Scharfenbrück - Schönefeld - Schöneweide | - Stülpe - Woltersdorf - Zülichendorf |

Hinzu kommen folgende Wohnplätze:
|                                                |                                                                     |                                        |                           |                                    |
| - Birkhorst - Bleiche - Forsthaus Holbeck West | - Forsthaus Lindhorst - Forsthaus Märtensmühle - Forsthaus Teerofen | - Hammer - Klinkenmühle - Moldenhütten | - Obermühle - Unterhammer | - Walkmühle - Woltersdorf Siedlung |

Die Gemeindeverwaltung hat ihren Sitz in Ruhlsdorf.

## Geschichte

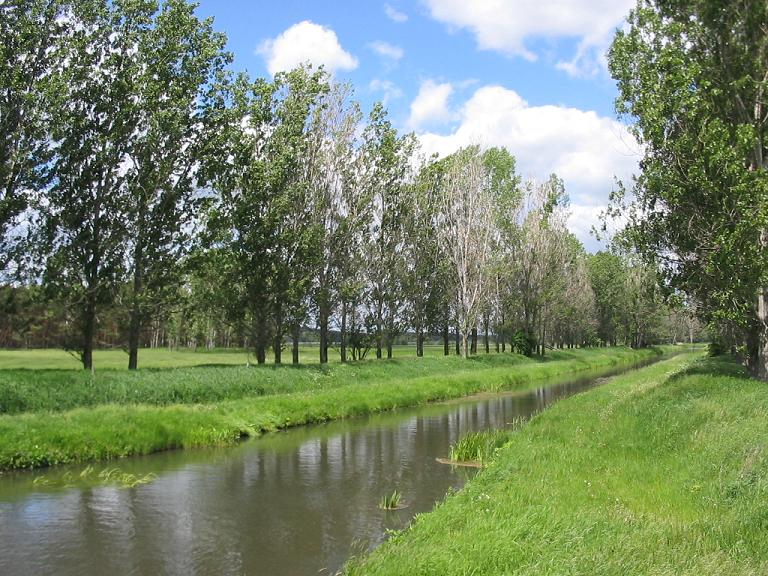
Nuthe im Urstromtal bei Ahrensdorf

Am 20. Mai 1992 erteilte der Minister des Innern seine Zustimmung zur Bildung des Amtes Nuthe-Urstromtal zunächst mit Sitz in der amtsfreien Stadt Luckenwalde. Die Bildung kam mit der Veröffentlichung der Bekanntmachung am 15. Juni 1992 zustande. Zum Zeitpunkt der Gründung umfasste das Amt zunächst 20 Gemeinden: Berkenbrück, Dobbrikow, Dümde, Felgentreu, Frankenförde, Gottow, Hennickendorf, Holbeck, Jänickendorf, Kemnitz, Lynow, Märtensmühle, Nettgendorf, Ruhlsdorf, Scharfenbrück, Schönefeld, Schöneweide, Stülpe, Woltersdorf und Zülichendorf.
Zum 6. Dezember 1993 schlossen sich die 20 Gemeinden zur neuen Gemeinde Nuthe-Urstromtal zusammen. Gleichzeitig wurde das Amt Nuthe-Urstromtal aufgelöst, und die neue Gemeinde wurde amtsfrei. Ahrensdorf und Liebätz, vor dem Zusammenschluss Ortsteile der Gemeinde Märtensmühle, wurden eigenständige Ortsteile innerhalb der neuen Gemeinde.
Da sich die Gemeinde erst 1993 gebildet hat, gibt es keine gemeinsame Geschichte, vielmehr wurde die Geschichte dieser Dörfer von den Städten Jüterbog, Luckenwalde und vor allem auch vom Kloster Zinna geprägt. 1285 und 1307 wurden einige der Dörfer, die zu dieser Zeit zu Luckenwalde zählten, gemeinsam mit Luckenwalde an das Zisterzienserkloster Zinna verkauft. Im Amtserbbuch des Klosters Zinna vermerkten die Mönche (das erwähnte Dorf Melne gibt es nicht mehr):
Anno 1307 kauften wir den Sumpf Straßburg in der Hälfte seiner Länge mit den fünf Dörfern Dobbrichow, Netkendorf, Hentkendorf, Melne und Mertensmohle von einem Heinrich von Trebbin, Herrn in Blankensee.

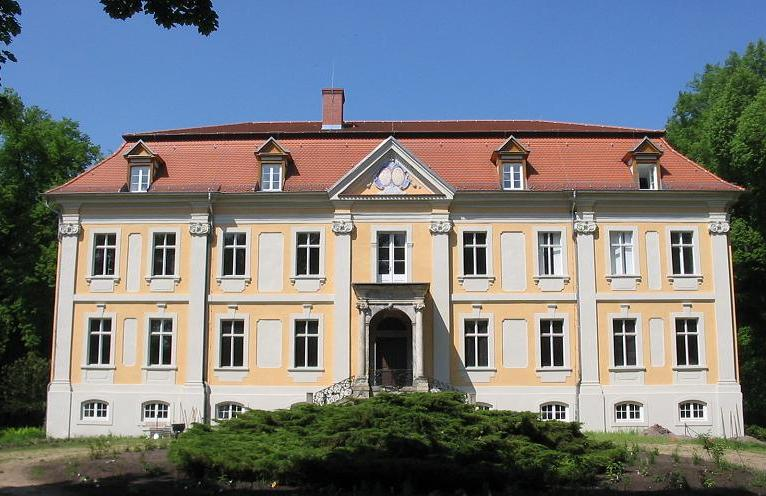
Schloss Stülpe

Geschichten um eine Marienkapelle und einen Schatz ranken sich um den Golmberg, der auf der Gemarkung von Stülpe liegt (siehe dazu und auch zum folgenden Golmberg). Das erhaltene Schloss in Stülpe ist mit der märkischen Uradelsfamilie Rochow verbunden, die im Mittelalter zu den einflussreichsten Familien insbesondere in der Zauche gehörte. Bauherr des Barockbaus war im Jahr 1754 Adam Ernst von Rochow. An gleicher Stelle stand bereits sehr wahrscheinlich im 12. Jahrhundert eine Burg, die der magdeburgische Erzbischof als Sicherung eines Übergang durch das sumpfige Urstromtal hatte anlegen lassen. In der Mitte des 15. Jahrhunderts ging die Burg in den Besitz der Ritter von Schlieben über, bevor 1537 Hans von Hake aus der ebenfalls sehr einflussreichen Familie von Hake, die hauptsächlich in Kleinmachnow saß, Boden und Gemäuer in Stülpe erwarb, bis sie 1648 an die Rochows gingen.
In der Zeit des Nationalsozialismus wurde in Felgentreu ein Außenlager des Zuchthauses Luckau für bis zu 60 Häftlinge errichtet. Während des Zweiten Weltkrieges wurden ebenfalls im Ort in einem Stacheldrahtverhau sowjetische Kriegsgefangene aus dem „Stammlager III A“ interniert und zur Feldarbeit gezwungen. Im Außenkommando hatte sich eine Widerstandsgruppe von 75 Personen unter dem Namen „Aktion Rote Faust“ gebildet, die von Georg Makurat und Wilhelm Mayer organisiert wurde. An dessen Wohnhaus Dobbrikow 27 wurde 1980 eine Gedenktafel angebracht, die daran erinnert, dass sich hier „das Zentrum der internationalen Widerstandsgruppe 'Aktion Rote Faust'“ befand.
Zwischen 1936 und 1941 bestand mit dem Landwerk Ahrensdorf eine Ausbildungsstätte der Hachschara-Bewegung, in der jüdische Jugendliche auf ihre Auswanderung nach Palästina vorbereitet wurden. Nordöstlich des Ortsausgangs an der Löwendorfer Straße erinnert seit 1997 eine Gedenktafel an 48 in der Shoa ermordete Jugendliche.
Im Ortsteil Hennickendorf bestand bis September 2007 die Wilhelm-Leuschner-Kaserne der Bundeswehr, in der zuletzt die 6. und 7. / Instandsetzungsbataillon 410 stationiert waren.

## Bevölkerungsentwicklung
| Jahr | Einwohner |
| ---- | --------- |
| 1993 | 6 988     |
| 1995 | 7 148     |
| 2000 | 7 371     |
| 2005 | 7 165     |
| 2010 | 6 790     |
| 2015 | 6 703     |

| Jahr | Einwohner |
| ---- | --------- |
| 2020 | 6 565     |
| 2021 | 6 578     |
| 2022 | 6 385     |
| 2023 | 6 370     |
| 2024 | 6 325     |

Gebietsstand des jeweiligen Jahres, Einwohnerzahl: Stand 31. Dezember, ab 2011 auf Basis des Zensus 2011, ab 2022 auf Basis Zensus 2022

## Politik

### Gemeindevertretung
Die Gemeindevertretung von Nuthe-Urstromtal besteht aus 18 Gemeindevertretern und dem hauptamtlichen Bürgermeister. Die Kommunalwahl am 9. Juni 2024 führte bei einer Wahlbeteiligung von 72,6 % zu folgendem Ergebnis:
| Partei / Wählergruppe             | Stimmenanteil 2019 | Sitze 2019 |        | Stimmenanteil 2024 | Sitze 2024 |
| --------------------------------- | ------------------ | ---------- | ------ | ------------------ | ---------- |
| Gemeinsam für Nuthe-Urstromtal    | 13,9 %             | 3          | 26,0 % | 5                  |            |
| AfD                               | 18,2 %             | 3          | 22,3 % | 4                  |            |
| Gemeinschaft Unabhängiger Wähler  | 06,5 %             | 1          | 16,2 % | 3                  |            |
| SPD                               | 12,5 %             | 2          | 07,8 % | 1                  |            |
| CDU                               | 13,4 %             | 2          | 06,7 % | 1                  |            |
| Neutral aus Nuthe-Urstromtal      | –                  | –          | 05,4 % | 1                  |            |
| FDP                               | 02,7 %             | 1          | 04,9 % | 1                  |            |
| Die Linke                         | 13,1 %             | 2          | 04,4 % | 1                  |            |
| Einzelbewerberin Diana Zabel      | 02,6 %             | 1          | 03,2 % | 1                  |            |
| Bündnis 90/Die Grünen             | 04,6 %             | 1          | 02,9 % | –                  |            |
| Freie Liste Parteilos             | 09,3 %             | 2          | –      | –                  |            |
| Einzelbewerberin Bärbel Kuhlbrodt | 01,9 %             | –          | –      | –                  |            |
| Einzelbewerber Dirk Böhm-Wirt     | 00,7 %             | –          | –      | –                  |            |
| Einzelbewerberin Maud Spark       | 00,5 %             | –          | –      | –                  |            |
| Insgesamt                         | 100 %              | 18         | 100 %  | 18                 |            |

### Bürgermeister
- 1993–2009: Winand Jansen (SPD)[12]
- 2009–2017: Monika Nestler (Die Linke)
- seit 2017: Stefan Scheddin (parteilos)

Nestler war am 27. September 2009 zur Bürgermeisterin der Gemeinde gewählt worden. Scheddin wurde in der Bürgermeisterstichwahl am 15. Oktober 2017 mit 50,8 % der gültigen Stimmen zu ihrem Nachfolger gewählt. Seine Amtszeit beträgt acht Jahre.

### Wappen
| Wappen von Nuthe-Urstromtal | Blasonierung: „Durch erniedrigten Wellenschnitt schräglinks geteilt, oben in Silber über einem schräglinken blauen Wellenbalken ein schwarzes Fachwerkhaus mit 23 goldenen Gefachen, unten in Grün eine goldene Ähre nach der Teilung.“ |
| Wappen von Nuthe-Urstromtal | Wappenbegründung: Das Wappen der Gemeinde wie auch ihr Name weist auf zwei geografische Hauptteile hin. Das blaue Band steht für den nordwestlichen Bereich in der Niederung um die Nuthe, während der untere grüne Teil mit der Ähre die Landwirtschaft im südöstlichen Teil symbolisiert, der weitgehend von dem Grünland der Flemmingwiesen im Baruther Urstromtal gekennzeichnet ist. Der obere Wappenteil symbolisiert ein typisch märkisches sogenanntes Spiekerhus beziehungsweise Nuthe-Nieplitz-Haus, wie es beispielsweise im Dorf Kemnitz erhalten ist. Das Wappen wurde am 12. September 1994 durch das Ministerium des Innern genehmigt. |

### Flagge
Die Flagge der Gemeinde ist Grün - Gelb (1:1) gestreift und mittig mit dem Gemeindewappen belegt.

### Dienstsiegel
Das Dienstsiegel zeigt das Wappen der Gemeinde mit der Umschrift: „GEMEINDE NUTHE-URSTROMTAL • LANDKREIS TELTOW-FLÄMING“.

## Sehenswürdigkeiten und Kultur
In der Liste der Baudenkmale in Nuthe-Urstromtal und in der Liste der Bodendenkmale in Nuthe-Urstromtal stehen die in der Denkmalliste des Landes Brandenburg eingetragenen Kulturdenkmale.

### Bauwerke
- Ahrensdorf: Gedenkstele für die Hachschara-Stätte.[16] Im Jagdschloss Ahrensdorf wurden zwischen 1936 und 1941 jüdische Jugendliche auf die Ausreise nach Palästina vorbereitet.
- Dümde: Die Dorfkirche Dümde ist eine Fachwerkkirche aus dem Jahr 1793, die 1881 um einen Kirchturm ergänzt wurde. Die Ausstattung stammt aus der Bauzeit.
- Dobbrikow: Die Kirche entstand in den Jahren 1184 bis 1194 als feudaler Profanbau mit einer Kapelle und wurde erst im 15. Jahrhundert zur Kirche gewidmet. Sie ist aus Feldstein errichtet, während der Anbau sowie die Sakristei im 19. Jahrhundert mit Mauerziegeln ausgeführt wurden, die sich deutlich von dem übrigen Baukörper absetzen. Der Fachwerkturm entstand um 1700. Im Innern befinden sich ein Altar aus dem Jahr 1648, eine Kanzel aus dem Jahr 1679 sowie ein Opferstock aus dem 16. Jahrhundert.
- Gottsdorf: Obermühle, Klinkenmühle, beide am Pfefferfließ (siehe dort)
- Jänickendorf: Die Dorfkirche Jänickendorf entstand in den Jahren 1833 bis 1835 im Rundbogenstil. In den 1960er Jahren wurde die Kirchenausstattung weitgehend ausgetauscht.
- Kemnitz: letztes für diese märkische Region typisches so genanntes Nuthe-Nieplitz-Haus (früher auch Spiekerhus) erhalten und saniert. Es ist ein Mittelflurhaus aus Fachwerk, jedoch ergänzt um eine durchfahrbare Laube über die gesamte Breite der Erdgeschosszone des Giebels bzw. um einen kleinen seitlichen Vorbau ebenfalls auf der Giebelseite. Dieser Vorbau wurde anfangs als Speicher genutzt (siehe Bild).
- Ruhlsdorf: Die Dorfkirche Ruhlsdorf ist ein neugotischer Backsteinbau aus dem Jahr 1904. Im Innern befindet sich eine bauzeitliche Ausstattung.
- Schöneweide: Die Dorfkirche Schöneweide wurde im Jahr 1753 errichtet und brannte im Zweiten Weltkrieg im Jahr 1945 aus. 1954 ließ die Kirchengemeinde das Bauwerk restaurieren. Die Kirchenausstattung ist einheitlich modern. Auf der Empore steht ein Harmonium der schwedischen Harmoniumfabrik Olof Lindholm aus den 1920er Jahren.
- Stülpe: Gutshaus Stülpe aus 1754, und Dorfkirche Stülpe, ursprünglich 1562 erbaut. An der Nordseite der Kirche besagt ein Epitaph, dass dort Rochus von Rochow (* 9. Februar 1797; † 6. Dezember 1819), seine Großmutter Juliane Eleonore (* 15. März 1734; † 6. November 1806), geb. von Voß, die 1752 den Kreiskommissarius Adam Ernst II. von Rochow (der das Schloss in Stülpe errichten ließ), heiratete, sowie ihr zweiter Gemahl Gottlieb Ludwig von Beville (* 28. Juli 1734; † 9. April 1810) ruhen.
- Wolterdorf: Die Dorfkirche Woltersdorf wurde im Jahr 1911 aus rötlichen Mauerstein im Stil der Neugotik errichtet. Im Innenraum befindet sich eine bauzeitliche Kirchenausstattung.

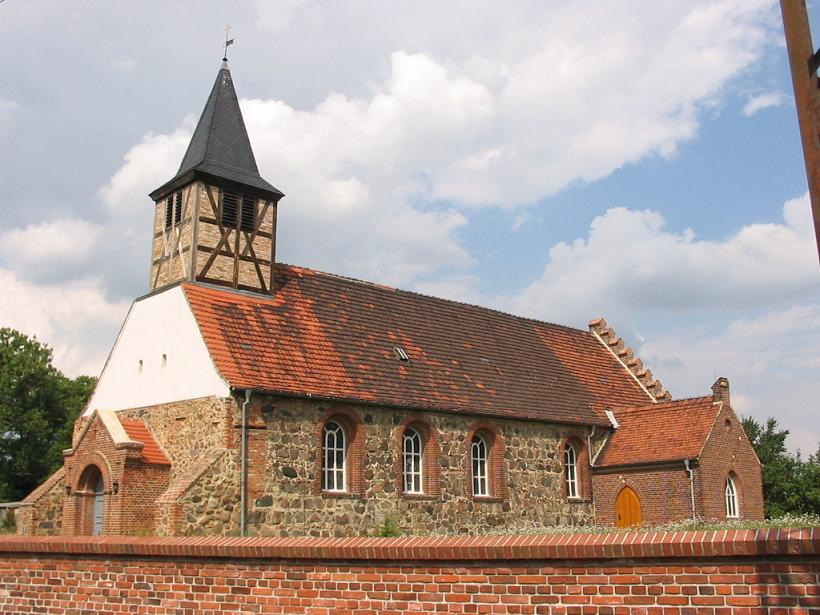
Kirche in Dobbrikow
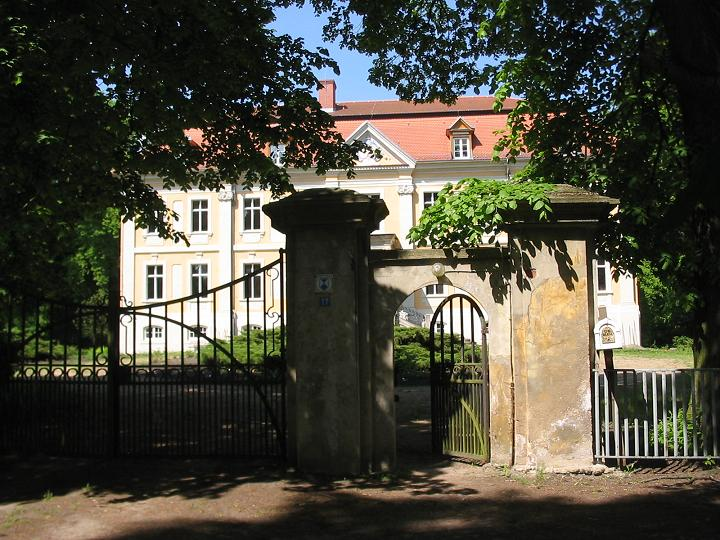
Schloss Stülpe
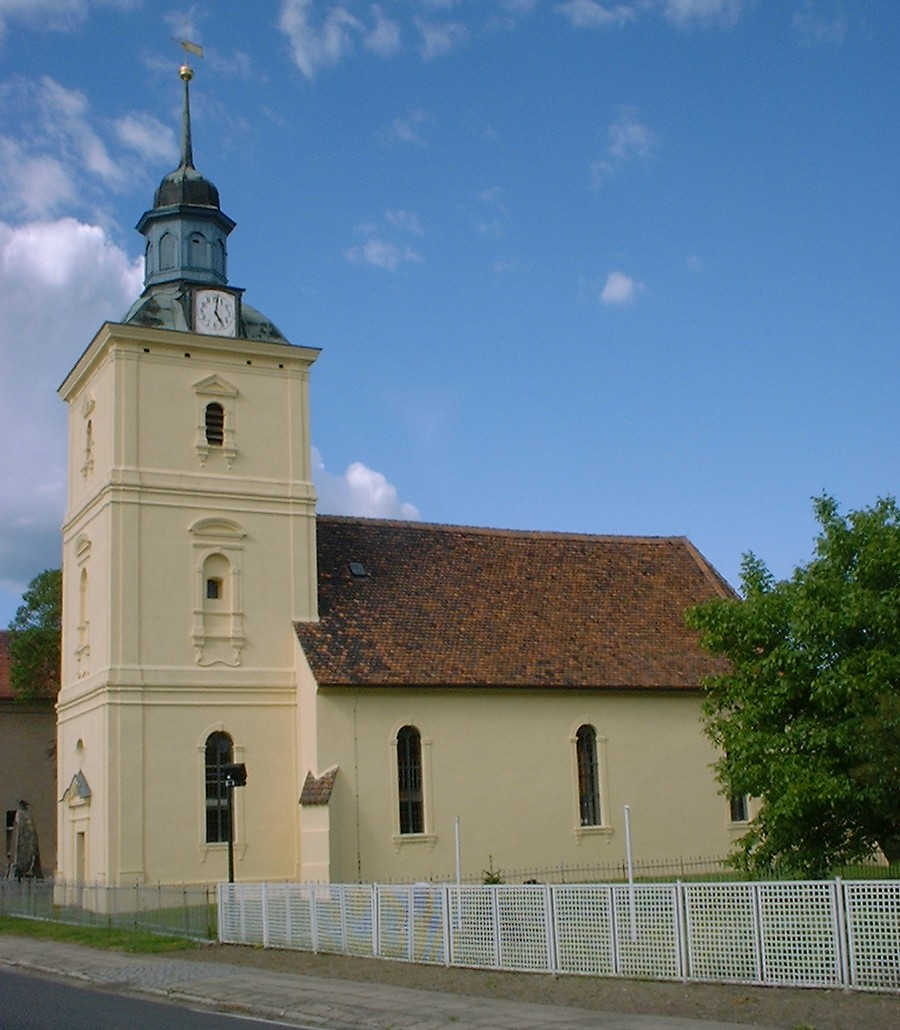
Kirche in Stülpe
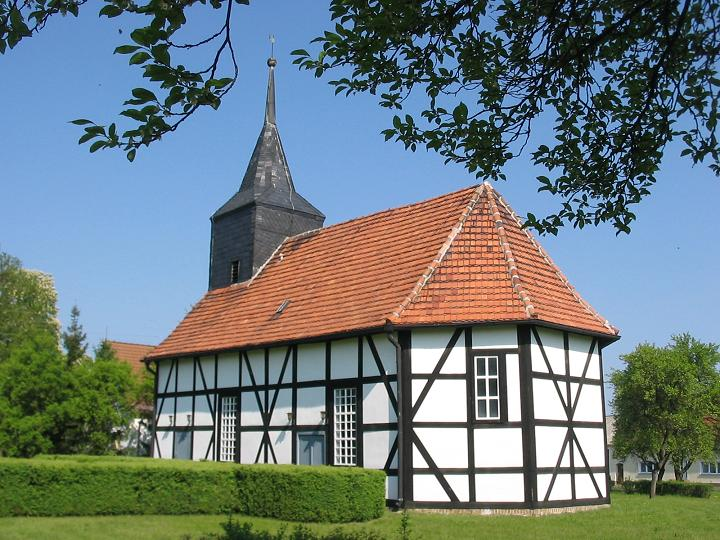
Fachwerkkirche von 1793 in Dümde
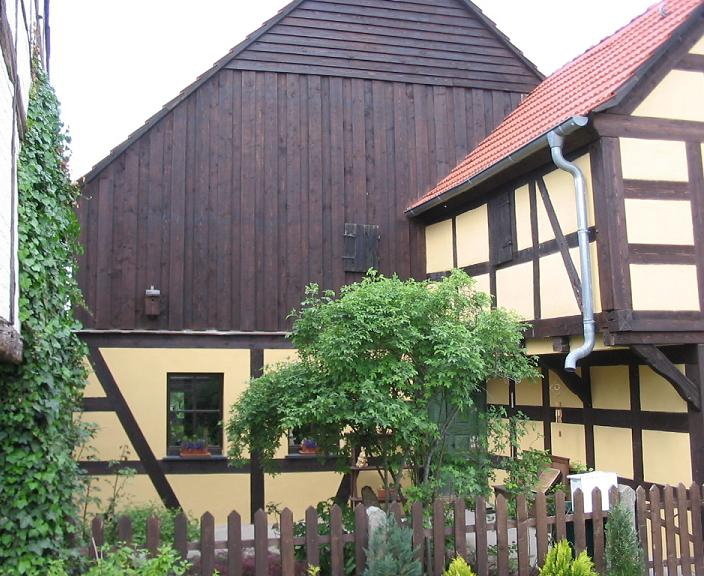
Nuthe-Nieplitz-Haus in Kemnitz

### Naturdenkmale
- Hennickendorf: Findling Ewald.

### Museum
In Lynow befindet sich das Oskar-Barnack-Museum, das an den 1879 hier geborenen Feinmechaniker und Entwicklungschef der Firma Leitz in Wetzlar erinnert. Barnack entwickelte die Kleinbildkamera; die erste Leica (Leitz Camera) kam 1925 auf den Markt.

### Film
Im Jahr 2010 wurde Stadt Land Fluss im Ortsteil Jänickendorf gedreht und im darauffolgenden Jahr auf den Internationalen Filmfestspielen Berlin vorgeführt. In ihm bildet die Landschaft des Fläming eine eindrückliche Filmkulisse. In dem halbdokumentarischen Film bilden die Betriebsabläufe und die Arbeitsumstände der (tatsächlichen) Mitarbeiter und Auszubildenden in einem landwirtschaftlichen Großbetrieb den Rahmen für die fiktionale Handlung.

## Wirtschaft und Infrastruktur
Neben der traditionellen Landwirtschaft gewinnt mit dem Naturraum und durch die Nähe zu Berlin in jüngerer Zeit der Tourismus eine immer größere Bedeutung für die Region. Der inzwischen stark frequentierte Flaeming-Skate führte nicht nur zu einem Aufschwung in der Gastronomie und im Beherbergungsgewerbe, sondern auch im Transportgewerbe und im Bereich geführter Touren.
Im Ortsteil Dobbrikow hat die Verwaltung des Naturparks Nuthe-Nieplitz ihren Sitz.

### Verkehr
Die Bundesstraße 101 durchquert zwischen Trebbin und Luckenwalde das Gemeindegebiet.
Folgende Landesstraßen verbinden die Ortsteile miteinander:
- L 70 zwischen Sperenberg und Petkus
- L 73 zwischen Michendorf und Baruth
- L 80 zwischen Buchholz und Luckenwalde

Der Haltepunkt Woltersdorf/Nuthe-Urstromtal liegt an der Bahnstrecke Berlin–Halle und wird von der Regional-Express-Linie RE 4 Rathenow–Berlin–Falkenberg (Elster) bedient. Die Bahnstrecke Zossen–Jüterbog mit den ehemaligen Haltepunkten Schönefeld (Kr Luckenwalde) und Jänickendorf ist seit 1996 bzw. 1998 ohne Verkehr und mittlerweile stillgelegt.
Im ÖPNV ist die Gemeinde durch die Verkehrsgesellschaft Teltow-Fläming mit mehreren Buslinien sowie seit dem Frühjahr 2010 mit einem Rufbus erschlossen.

### Bildung
In der Gemeinde befinden sich zwei Grundschulen:
- Grundschule Stülpe
- Grundschule „Am Pekenberg“ Zülichendorf

### Flaeming-Skate und FlämingWalk
Neu eingerichtet wurden im Naturpark 2004 mit dem FlämingWalk zwölf Nordic-Walking-Rundkurse und eine Anfängerroute, die mehrere Ortsteile der Gemeinde berühren. Kemnitz bildet einen Ausgangspunkt für alle Routen, Mühlenroute und Weinbergweg führen beispielsweise durch Nettgendorf. Die Flaeming-Skate („die“ Flaeming-Skate offiziell), der dem Inlineskaten und dem Radfahren vorbehalten ist, führt sowohl mit seinem Hauptkurs wie auch mit Nebenkursen durch Gemeindeteile, durch die Flemmingwiesen und über den Golmberg. Die Strecke auf weitgehend asphaltierten und drei Meter breiten Wegen ist mit 190 Kilometern auf mehreren Rundkursen die größte zusammenhängende Strecke dieser Art.

## Söhne und Töchter der Gemeinde
- Oskar Barnack (1879–1936), Erfinder der 35-mm-Kleinbildkamera (Leica), geboren in Lynow
- Klaus Driefert (* 1938), Europa- und DDR-Meister im Motorbootrennsport, geboren in Dobbrikow
- Rudi Dutschke (1940–1979), Soziologe und Studentenführer, geboren in Schönefeld
- Wilhelm Mayer (1905–1978), Widerstandskämpfer der „Aktion Rote Faust“, geboren in Reutlingen
- Paul Pribbernow (* 1947), Karikaturist, geboren in Holbeck
- Hans Wichard von Rochow (1898–1945), Domherr zu Brandenburg, geboren in Stülpe